# Korsväg (musikalbum)
Korsväg heter Nordmans album som släpptes onsdagen den 20 januari 2010.

## Låtlista
1. Mitt i en korsväg
2. Klar som en stjärna
3. När en man fått nog
4. Månen är så stor i natt
5. När den ena vill gå och den andra ser på
6. Om gud var jag
7. Nu vill jag väcka alla
8. Var inte rädd!
9. En gång älskade han livet
10. Våga säga nej
11. Herr Olof och havsfrun
12. Till himmelen

## Listplaceringar
| Lista (2010) | Topplacering |
| ------------ | ------------ |
| Sverige      | 8            |

### Fotnoter
1. ↑  ”Listplacering”. http://swedishcharts.com/showitem.asp?interpret=Nordman&titel=Korsv%E4g&cat=a. Läst 1 maj 2011.